# Саламанов, Николай Николаевич
Никола́й Никола́евич Салама́нов (24 марта 1883 — 9 ноября 1954) — полковник лейб-гвардии Гренадерского полка, герой Первой мировой войны. Участник Белого движения на Северо-Западе России, генерал-майор.

## Биография
Православный. Сын генерал-майора Николая Васильевича Саламанова (1858—1933).
Окончил 2-й кадетский корпус (1901) и Павловское военное училище по 1-му разряду (1903), откуда выпущен был подпоручиком в 147-й пехотный Самарский полк.
15 апреля 1904 года переведен в лейб-гвардии Гренадерский полк. Произведен в поручики 6 декабря 1907 года, в штабс-капитаны — 6 декабря 1911 года.
В Первую мировую войну вступил в рядах лейб-гренадер. Командовал ротой и батальоном, был помощником командира полка по хозяйственной части. Удостоен ордена Св. Георгия 4-й степени
За то, что в бою под крепостью Ивангородом, у фольварка Старая Завада, 13 октября 1914 года, находясь с вверенной ему 15-й ротой в передовых окопах и зная о предположенной в эту ночь общей атаке корпуса, заметив замешательство в рядах противника, несмотря на сильнейший его ружейный и артиллерийский огонь, по собственному почину, за своей ответственностью, правильно оценив благоприятную обстановку, бросился в атаку со своей ротой, увлекая соседние части, последствием чего явилась общая атака всей дивизии, приведшая к полному успеху и поражению противника. В этом сражении одним лишь 4-м батальоном лейб-гренадер было взято в плен 5 офицеров и 404 нижних чина.
Пожалован Георгиевским оружием
За то, что, будучи в чине штабс-капитана, в бою 11 ноября 1914 года под д. Задроже, когда неприятель прорвал наш фронт и занял наши окопы, он, личным примером храбрости, под убийственным огнём и по открытой местности, довел свою роту до штыкового удара, взял обратно утраченную важную позицию и держался на ней против много раз сильнейшего противника до прихода поддержки.
Произведен в капитаны 3 сентября 1915 года «за выслугу лет», в полковники — 10 октября 1916 года. В 1917 году временно командовал Гренадерским полком.
Осенью 1918 года выехал в Эстонию и вступил в Северо-Западную армию генерала Юденича. Командовал батальоном Ревельского полка. В апреле—июне 1919 года был комендантом Гдовского уезда. В декабре 1919 года командовал 24-м пехотным Печорским полком. В январе 1920 года был произведен в генерал-майоры. В феврале 1921 года находился во 2-й дивизии 3-й Русской армии в Польше.
В эмиграции во Франции, жил в Париже. Состоял членом Союза Георгиевских кавалеров и председателем объединения лейб-гвардии Гренадерского полка.
Умер в 1954 году в Париже. Похоронен на кладбище Пантен. Был женат на Нине Ивановне Осиповой, которая скончалась в 1979 году и была похоронена там же.

## Награды
- Орден Святого Станислава 3-й ст. с мечами и бантом (ВП 10.11.1914)
- Орден Святой Анны 3-й ст. с мечами и бантом (ВП 26.01.1915)
- Орден Святого Станислава 2-й ст. с мечами (ВП 4.03.1915)
- Орден Святой Анны 2-й ст. с мечами (ВП 8.04.1915)
- Орден Святой Анны 4-й ст. с надписью «за храбрость» (ВП 30.04.1915)
- Орден Святого Георгия 4-й ст. (ВП 23.05.1916)
- Георгиевское оружие (ВП 08.11.1916)